# Râul Ivanca
Râul Ivanca este un curs de apă, afluent al Pârâului Beldii. 